# Onthophagus shirakii
Onthophagus shirakii är en skalbaggsart som beskrevs av Takeshiko Nakane 1960. Onthophagus shirakii ingår i släktet Onthophagus och familjen bladhorningar. Inga underarter finns listade i Catalogue of Life.